# Dix cités-royaumes de Chypre

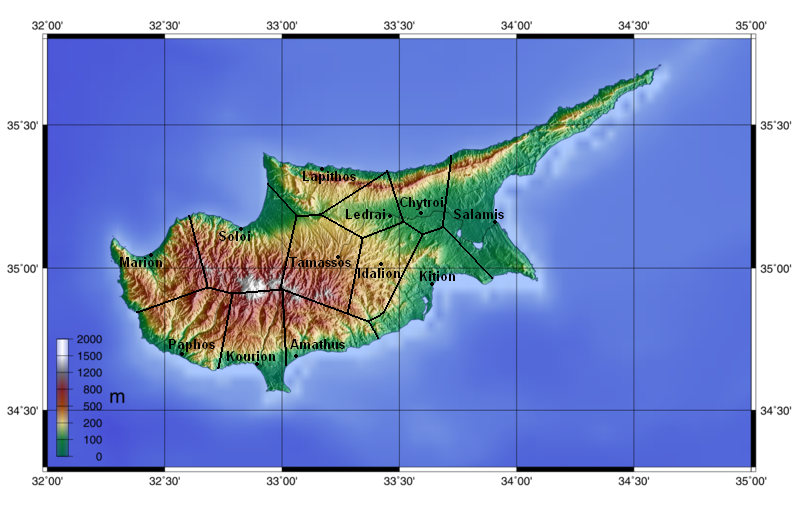
Les cités-royaumes de Chypre, telles que proposées par l'historien David Rupp.

Les dix cités-royaumes de Chypre sont un ensemble de dix États situés sur cette île énumérés dans une inscription du roi assyrien Assarhaddon en 673-672 avant Jésus-Christ. Il s'agit de :
- Palaipafos, Πάφος (grec) ;
- Salamine, Σαλαμίς (grec) ;
- Soloi, Σόλοι (grec) ;
- Kourion, Κούριον (grec) ;
- Chytri, Χῦτροι (grec) ;
- Cition, Κίτιον (gréco-phénicienne) (Larnaka) ;
- Amathonte, Ἀμαθούς (gréco-Eteocypriote) ;
- Idalion, Ἰδάλιον (grec) (près de la cité de Dali / Dhali) ;
- Ledrai, Λῆδραι (grec) ;
- Tamassos, Ταμασσός (grec).

L'île de Chypre a été divisée à partir de l'âge du fer en cités-États qui ont remplacé les structures politiques de l'âge du bronze. Leur nombre a varié au cours de l'histoire - la plus ancienne liste, datée de -707, en dénombre sept et il en aurait existé un maximum de quinze selon l'historien David Rupp.

## Autres cités-royaumes
- Kyrenia, Κυρηνεία (grec) ;
- Lápethos, Λάπηθος (grec, gréco-phénicienne pendant une courte période) ;
- Marion (Pólis Chrysochoús), Μάριον (grec).